# Ишимский район (Западно-Сибирский край)
Ишимский район — административно-территориальная единица в составе Томской губернии, Сибирского и Западно-Сибирского краёв РСФСР, существовавшая в 1924—1932 годах. Центр — село Ишим.
Ишимский район образован в составе Томского уезда Томской губернии 4 сентября 1924 года. В состав района вошла территория следующих упразднённых волостей: Ишимской, Ново-Рождественской, Турунтаевской полностью; Емельяновской и Колыонский — частично.
В 1925 году Ишимский район вошёл в состав Томского округа Сибирского края, а в 1930 году перешёл в прямое подчинение Западно-Сибирского края.
10 декабря 1932 года Ишимский район был упразднён. При этом Александровский, Григорьевский, Емельяновский, Кожлинский, Ново-Архангельский, Ново-Рождественский, Подломский, Покровский, Турунтаевский, Улановский и часть Мазаловского с/с были переданы в Томский район, Верхне-Великосельский, Ишимский, Ново-Покровский, Ольговский с/с — в Ижморский район, Громышевский, Спасо-Яйский и часть Мазаловского с/с — в Зырянский район.